# 1966-os atlétikai Európa-bajnokság
Az 1966-os atlétikai Európa-bajnokságot augusztus 30. és szeptember 4. között rendezték Budapesten. Az Eb-n 36 versenyszám volt.

## Éremtáblázat
(A táblázatban Magyarország eltérő háttérszínnel kiemelve.)
| Helyezés | Nemzet         | Arany | Ezüst | Bronz | Összesen |
| 1.       | NDK            | 8     | 3     | 6     | 17       |
| 2.       | Lengyelország  | 7     | 5     | 3     | 15       |
| 3.       | Szovjetunió    | 5     | 7     | 7     | 19       |
| 4.       | Franciaország  | 4     | 3     | 7     | 14       |
| 5.       | NSZK           | 3     | 10    | 9     | 22       |
| 6.       | Olaszország    | 3     | 0     | 0     | 3        |
| 7.       | Nagy-Britannia | 2     | 0     | 0     | 2        |
| 8.       | Magyarország   | 1     | 4     | 3     | 8        |
| 9.       | Bulgária       | 1     | 1     | 0     | 2        |
| 10.      | Csehszlovákia  | 1     | 0     | 0     | 1        |
| 11.      | Jugoszlávia    | 1     | 0     | 0     | 1        |
| 12.      | Belgium        | 0     | 1     | 1     | 2        |
| 13.      | Görögország    | 0     | 1     | 0     | 1        |
| 13.      | Románia        | 0     | 1     | 0     | 1        |
| Összesen | Összesen       | 36    | 36    | 36    | 108      |

## Érmesek
- WR – világrekord
- CR – Európa-bajnoki rekord
- AR – kontinens rekord
- NR – országos rekord

### Férfi
| Versenyszám     | Arany                                                                                  | Arany      | Ezüst                                                                        | Ezüst      | Bronz                                                                          | Bronz      |
| --------------- | -------------------------------------------------------------------------------------- | ---------- | ---------------------------------------------------------------------------- | ---------- | ------------------------------------------------------------------------------ | ---------- |
| 100 m           | Wiesław Maniak · Lengyelország                                                         | 10,5       | Roger Bambuck · Franciaország                                                | 10,5       | Claude Piquemal · Franciaország                                                | 10,5       |
| 200 m           | Roger Bambuck · Franciaország                                                          | 20,9       | Marian Dudziak · Lengyelország                                               | 21,0       | Jean-Claude Nallet · Franciaország                                             | 21,0       |
| 400 m           | Stanisław Grędziński · Lengyelország                                                   | 46,0       | Andrzej Badeński · Lengyelország                                             | 46,2       | Manfred Kinder · NSZK                                                          | 46,3       |
| 800 m           | Manfred Matuschewski · NDK                                                             | 1:45,9     | Franz-Josef Kemper · NSZK                                                    | 1:46,0     | Bodo Tümmler · NSZK                                                            | 1:46,3     |
| 1500 m          | Bodo Tümmler · NSZK                                                                    | 3:41,9     | Michel Jazy · Franciaország                                                  | 3:42,2     | Harald Norpoth · NSZK                                                          | 3:42,4     |
| 5000 m          | Michel Jazy · Franciaország                                                            | 13:42,8    | Harald Norpoth · NSZK                                                        | 13:44,0    | Bernd Dießner · NDK                                                            | 13:47,8    |
| 10 000 m        | Jürgen Haase · NDK                                                                     | 28:26,0    | Mecser Lajos · Magyarország                                                  | 28:27,0    | Leonyid Mikitenko · Szovjetunió                                                | 28:32,2    |
| 4x100 m váltó   | Franciaország · Marc Berger · Jocelyn Delecour · Claude Piquemal · Roger Bambuck       | 39,4       | Szovjetunió · Edvin Ozolin · Armin Tuyakov · Boris Savchuk · Nyikolaj Ivanov | 39,8       | NSZK · Hans-Jürgen Felsen · Gert Metz · Dieter Enderlein · Manfred Knickenberg | 39,8       |
| 4x400 m váltó   | Lengyelország · Jan Werner · Edmund Borowski · Stanisław Grędziński · Andrzej Badeński | 3:04,5     | NSZK · Friedrich Roderfeld · Jens Ulbricht · Rolf Krusmann · Manfred Kinder  | 3:04,8     | NDK · Joachim Both · Günter Klann · Michael Zerbes · Wilfried Weiland          | 3:05,7     |
| Maraton         | Jim Hogan · Nagy-Britannia                                                             | 2:20:04,6  | Aurèle Vandendriessche · Belgium                                             | 2:21:43,6  | Tóth Gyula · Magyarország                                                      | 2:22:02,0  |
| 110 m gát       | Eddy Ottoz · Olaszország                                                               | 13,7       | Hinrich John · NSZK                                                          | 14,0       | Marcel Duriez · Franciaország                                                  | 14,0       |
| 400 m gát       | Roberto Frinolli · Olaszország                                                         | 49,8       | Gerd Lossdorfer · NSZK                                                       | 50,3       | Robert Poirier · Franciaország                                                 | 50,5       |
| 3000 m akadály  | Viktor Kudinszkij · Szovjetunió                                                        | 8:26,6     | Anatoliy Kuryan · Szovjetunió                                                | 8:28,0     | Gaston Roelants · Belgium                                                      | 8:28,0     |
| 20 km gyaloglás | Dieter Lindner · NDK                                                                   | 1:29:25,0  | Vologyimir Golubnyicsij · Szovjetunió                                        | 1:30:06,0  | Mikola Szmaha · Szovjetunió                                                    | 1:30:18,0  |
| 50 km gyaloglás | Abdon Pamich · Olaszország                                                             | 4:18:42,0  | Gennagyij Agapov · Szovjetunió                                               | 4:20:01,2  | Olekszandr Scserbina · Szovjetunió                                             | 4:20:47,2  |
| Magasugrás      | Jacques Madubost · Franciaország                                                       | 212 cm     | Robert Sainte-Rose · Franciaország                                           | 212 cm     | Valerij Szkvorcov · Szovjetunió                                                | 209 cm     |
| Távolugrás      | Lynn Davies · Nagy-Britannia                                                           | 798 cm     | Igor Ter-Ovaneszjan · Szovjetunió                                            | 788 cm     | Jean Cochard · Franciaország                                                   | 788 cm     |
| Rúdugrás        | Wolfgang Nordwig · NDK                                                                 | 510 cm     | Christos Papanikolaou · Görögország                                          | 505 cm     | Hervé d’Encausse · Franciaország                                               | 500 cm     |
| Hármasugrás     | Georgi Sztojkovszki · Bulgária                                                         | 16,67 m    | Hans-Jürgen Rückborn · NDK                                                   | 16,66 m    | Kalocsai Henrik · Magyarország                                                 | 16,59 m    |
| Súlylökés       | Varjú Vilmos · Magyarország                                                            | 19,43 m    | Nyikolaj Karasjov · Szovjetunió                                              | 18,82 m    | Władysław Komar · Lengyelország                                                | 18,68 m    |
| Diszkoszvetés   | Detlef Thorith · NDK                                                                   | 57,42 m    | Hartmut Losch · NDK                                                          | 57,34 m    | Lothar Milde · NDK                                                             | 56,80 m    |
| Gerelyhajítás   | Jānis Lūsis · Szovjetunió                                                              | 82,04 m    | Władysław Nikiciuk · Lengyelország                                           | 81,76 m    | Kulcsár Gergely · Magyarország                                                 | 80,54 m    |
| Kalapácsvetés   | Ramuald Klim · Szovjetunió                                                             | 70,02 m    | Zsivótzky Gyula · Magyarország                                               | 68,62 m    | Uwe Beyer · NSZK                                                               | 67,28 m    |
| Tízpróba        | Werner von Moltke · NSZK                                                               | 7,740 pont | Jörg Mattheis · NSZK                                                         | 7,614 pont | Horst Beyer · NSZK                                                             | 7,562 pont |

### Női
| Versenyszám   | Arany                                                                                         | Arany     | Ezüst                                                                | Ezüst     | Bronz                                                                                  | Bronz     |
| ------------- | --------------------------------------------------------------------------------------------- | --------- | -------------------------------------------------------------------- | --------- | -------------------------------------------------------------------------------------- | --------- |
| 100 m         | Ewa Kłobukowska · Lengyelország                                                               | 11,5      | Irena Kirszenstein · Lengyelország                                   | 11,5      | Karin Frisch · NSZK                                                                    | 11,8      |
| 200 m         | Irena Kirszenstein · Lengyelország                                                            | 23,1      | Ewa Kłobukowska · Lengyelország                                      | 23,4      | Vera Popkova · Szovjetunió                                                             | 23,7      |
| 400 m         | Anna Chmelková · Csehszlovákia                                                                | 52,9      | Munkácsi Antónia · Magyarország                                      | 52,9      | Monique Noirot · Franciaország                                                         | 54,0      |
| 800 m         | Vera Nikolić · Jugoszlávia                                                                    | 2:02,8    | Szabóné Nagy Zsuzsa · Magyarország                                   | 2:03,1    | Antje Gleichfeld · NSZK                                                                | 2:03,7    |
| 4x100 m váltó | Lengyelország · Elzbieta Bednarek · Danuta Straszynska · Irena Kirszenstein · Ewa Kłobukowska | 44,4      | NSZK · Renate Meyer · Hannelore Trabert · Karin Frisch · Jutta Stöck | 44,5      | Szovjetunió · Vera Popkova · Valentyina Bolsova · Ljudmila Szamotyoszova · Renāte Lāce | 44,6      |
| 80 m gát      | Karin Balzer · NDK                                                                            | 10,7      | Karin Frisch · NSZK                                                  | 10,7      | Elzbieta Bednarek · Lengyelország                                                      | 10,7      |
| Távolugrás    | Irena Kirszenstein · Lengyelország                                                            | 655 cm    | Diana Iorgova · Bulgária                                             | 645 cm    | Helga Hoffmann · NSZK                                                                  | 638 cm    |
| Magasugrás    | Taiszija Csencsik · Szovjetunió                                                               | 175 cm    | Ludmila Komleva · Szovjetunió                                        | 173 cm    | Jarosława Bieda · Lengyelország                                                        | 171 cm    |
| Súlylökés     | Nagyezsda Csizsovaa · Szovjetunió                                                             | 17,22 m   | Margitta Gummel · NDK                                                | 17,05 m   | Marita Lange · NDK                                                                     | 16,96 m   |
| Diszkoszvetés | Christine Spielberg · NDK                                                                     | 57,76 m   | Liesel Westermann · NSZK                                             | 57,38 m   | Anita Hentschel · NDK                                                                  | 56,80 m   |
| Gerelyhajítás | Marion Lüttge · NDK                                                                           | 58,74 m   | Mihaela Peneș · Románia                                              | 56,94 m   | Valentina Popova · Szovjetunió                                                         | 56,70 m   |
| Ötpróba       | Valentyina Tyihomirova · Szovjetunió                                                          | 4787 pont | Heide Rosendahl · NSZK                                               | 4765 pont | Inge Exner · NDK                                                                       | 4713 pont |